# بنيامين شوادران
بنيامين شوادران (1907 - 2001) مؤلفًا وأستاذًا في دراسات الشرق الأوسط . ولد في البلدة القديمة بالقدس . ذهب إلى الولايات المتحدة عام 1927، وأكمل دراسته في جامعة كلارك في ورسستر ، ماساتشوستس ، حيث حصل على الدكتوراه عام 1945  قامت شوادران في البداية بتدريس دراسات الشرق الأوسط في المدرسة الجديدة للبحوث الاجتماعية في نيويورك، ثم عملت كأستاذة لدراسات الشرق الأوسط ومديرة معهد الشرق الأوسط في كلية دروبسي وجامعة يشيفا .  ثم قام شوادران بالتدريس كأستاذ للعلوم السياسية في جامعة هوفسترا . في عام 1973، تقاعد في القدس، واستمر في التدريس كأستاذ لتاريخ الشرق الأوسط الحديث في جامعة تل أبيب والجامعة العبرية في القدس . 
تشمل كتبه الرئيسية الشرق الأوسط والنفط والقوى العظمى (1955، 1959، و1973)،  الأردن، حالة من التوتر (1959؛ مطبعة جامعة شيكاغو )،   القوة الصراع في العراق (1960)، وأزمات النفط في الشرق الأوسط منذ عام 1973 (1986). 

## روابط خارجية
- الأردن: حالة التوتر (1959)[وصلة مكسورة]</link>[بحاجة لمُعرِّف الكتاب]